# قياسات الضوء
القياسات الضوئية أو قياسات الضوء (بالإنجليزية: Photometry)‏ هو أحد فروع العلم الذي يتعامل مع قياسات الضوء (الإشعاعات الكهرومغناطيسية المرئية) بحسب قابليتها لإحداث الإحساس البصري.
يتعامل قياس الضوء خصوصًا مع صفة الضوء كالشدة، بينما تدرس صفات الضوء المتعلقة بإدراك الألوان من خلال قياس الألوان (بالإنجليزية: colorimetry)‏.
تعالج الخواص الفيزيائية الخالصة للضوء مثل المحتوى، الطاقة، وتوزيع القدرة الطيفية من خلال علم قياس الإشعاع. يستخدم مصطلح علم قياس الضوء للإشارة إلى القياسات غير المتعلقة بالإدراك البصري البشري، وهذا خطأ حسب الاستخدام الحديث للمصطلح، فهذه القياسات يجب أن يشار لها بعلم قياس الإشعاع، حتى لو تمت في منطقة الطيف المرئي.

## الرؤية النسبية
الرؤية النسبية (بالإنجليزية: Relative visibility)‏ لمستوى الطاقة الثابتة للإشعاع الكهرومغناطيسي أحادي اللون تتفاوت مع طول الموجة ضمن منطقة الطيف المرئي. وتعتمد الرؤية النسبية للإشعاع أيضًا على مستوى الإضاءة أثناء المشاهدة. تحدد الخلايا المخروطية في الشبكية الاستجابة البصرية عند مستويات الإضاءة العالية، بينما تحدد الخلايا الأسطوانية الاستجابة عند مستويات الإضاءة المنخفضة. تدعى الرؤية المرتبطة بإحساس الخلايا المخروطية بالرؤية النهارية (photopic). كما تدعى الرؤية المرتبطة بإحساس الخلايا الاسطوانية بالرؤية الليلية (scotopic)، وتدعي الرؤية التي تستخدم فيها كلا النوعين بالرؤية الغلسية (mesopic).
يجرى قياس الضوء بالأصل باستخدام حاسة البصر البشرية كمستقبل للضوء. وبالنتيجة، فإن قياس الضوء هي قياسات شخصية أي تعتمد على الشخص الذي يجري التجربة. ولذلك إذا قام شخصان مختلفان في الرؤية النسبية باستخدام المعايير نفسها، واتبعا الإجراءات ذاتها، فسيحددان قيما مختلفة للإشعاع ذي التوزيع الطيفي المختلف عن التوزيع الطيفي للاختبار القياسي.
ولوضع قواعد أساسية للقياسات الضوئية، ولنتمكن من استبدال العين بحساسات إلكترونية مناسبة في القياسات الضوئية، تبنت هيئة الإضاءة الدولية (Commission Internationale de l’Eclairage، CIE) تابعين للرؤية المرئية كمعايير. سميت هذه الدول المقبولة عالميًا بـ دوال كفاءة اللمعان الطيفي (spectral luminous efficiency functions) للرؤية النهارية والليلية، ويرمز لها V(λ)، و V'(λ)بالترتيب.
فكميات الإضاءة النهارية والليلية (ولكن ليس الإضاءة الغلسية) لها تعريفات تحددها كما هي الحال في الكميات الفيزيائية الخالصة. وهناك فرق بكل الأحوال، فالكميات الفيزيائية تعرّف باستخدام القوانين الفيزيائية، بينما تعرّف كميات القياسات الضوئية بالاصطلاح. ولذلك تعرف كميات القياسات الضوئية بالكميات الفيزيائية النفسية (psychophysical quantities).

## وحدات علم قياس الضوء
بحسب نظام الوحدات الدولي، فإن وحدات علم قياس الضوء ترتبط بالوحدات الفيزيائية الخالصة من خلال ثوابت معرّفة وتسمى الفعالية الضوئية الطيفية الأعظمية (maximum spectral luminous efficacy). هذه الكمية، والتي يرمز لها بـ Km، هي عدد اللومن في الواط عند القيمة العظمى للتابع V(λ). يعرف Km في نظام الوحدات الدولي بالقيمة 683 lm/W للإشعاع أحادي اللون ذو طول الموجة 555 نانومتر، وهذا يحدد وحدات القياسات الضوئية التي تقاس من خلالها كميات القياسات الضوئية.

## طريقة التخلل

Photometrische Messung eines lila Teilchens in einer Lösung

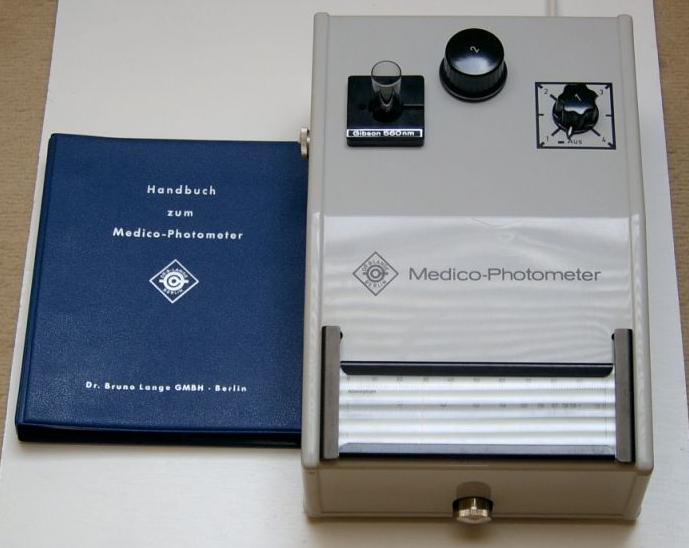
Älteres Photometer für medizinische Zwecke, aber auch in der chemischen Analytik einsetzbar

يتعلق امتصاص مادة لأشعة الضوء وكذلك لون سائل أو لون جسما شفافا على تركيب مادته و تركيز تلك المادة فيه. ويمكن باستخدام القياس الضوئي مع استخدام ضوء مرئي تعيين تركيز سائل ملون، أي تركيز ما به من حبيبات لونية. للقياس يوضع السائل المراد تعيين تركيزه في وعاء عينة مضلع الشكل يسمى كويب مخبري.
عند تمرير الضوء خلال سائل العينة تعتمد شدة الشعاع الخارج من العينة على درجة امتصاص المادة في السائل لأطوال الموجات الضوئية المختلفة، وعلى تركيز المادة الملونة وسمك المادة التي مر خلالها الضوء (سمك العينة).
ويصف قانون لامبرت بيرش تلك العلاقة الخاصة باعتماد شدة الشعاع بعد مروره خلال العينة على تركيز المادة الملونة الموجودة في السائل . ولتطبيق هذا القانون يختار حيز ضيق من الضوء الساقط على العينة ويكون الضوء ذو طول موجة معينة (أو حيز ضيق لأطوال موجة الضوء) . وتجرى التجربة على سوائل معروفة تركيزها وأخرى غير معروفة التركيز، وترسم النتائج في رسم بياني تبين شدة الشعاع النافذ I من العينة و تركيز c السائل. وعندما نقوم بالرسم البياني باستخدام تقسيم لوغاريتمي لمحور شدة الشعاع النافذ نحصل على نتائج في خط مستقيم، ومنها يمكن قراءة تركيز عينة مجهولة.
ويقوم جهاز القياس الضوئي بتلك العمليات الحسابية بنفسه.
وإذ1ا كانت في العينة عدة أنواع من الألوان فيختار القيام بالقياس بضوء ذو طول موجة معينة يمتصها أحد الألوان ولا تمتصها الألوان الأخرى. بعض المواد لا تمتص الضوء أو تمتص الضوء ضعيفا، فهذه يمكن بمعالجتها كيميائيا نجعلها تمتص الضوء ؛ وبذلك يمكن قياس تركيزها. مثال على ذلك، يستخدم «فورمالدوكسيم» Formaldoxim لتعيين تركيز العديد من أيونات الفلزات في السوائل. ويمكن الحصول على ضوء ذو طول موجة معينة عن طريق مرشحات ضوئية أو استخدام الليزر.

## طريقة الانعكاس
يهتم بطريقة الانعكاس الفوتومتري بصفة أساسية في تقييم لون الأسطح بغرض ضمان جودة التلوين. وتستخدم في هذا الغرض ثنائيات ضوئية متعددة تقيس ضوء له أطوال موجة مختلفة ؛ تعاير في البدء تلك الثنائيات الضوئية، ثم يتم استخدامها مع عينات مجهولة.
عن طريق اعتماد انعكاس ضوء ذو طول موجة معينة على لون السطح يمكن بواسطته أيضا التعرف على الهيئة السطحية للأسطح (مثل DRIFTS).